# Mariene provincie West- en Zuid-Indiaas Plat
De Mariene provincie West- en Zuid-Indiaas Plat (21) (Engels: West and South Indian Shelf marine province) is een biogeografische provincie en ligt in het noorden van de Indische Oceaan in het Marien rijk Westelijke Indo-Pacific. De mariene provincie is vastgesteld door het World Wide Fund for Nature en The Nature Conservancy en is vernoemd naar het continentaal plat ten zuiden en westen van India.
In het noordoosten grenst het gebied aan de mariene provincie Golf van Bengalen (23), in het zuiden aan de mariene provincie Eilanden Centrale Indische Oceaan (22) en in het noordwesten aan de mariene provincie Somalië/Arabië (19).

## Geografie
De mariene provincie ligt voor de zuidkust in het zuidoosten van Pakistan, de west- en zuidkust van India en de kust van Sri Lanka.

## Biogeografie
Het gebied kent zeeleven dat houdt van tropische temperaturen.

## Mariene ecoregio's
Deze mariene provincie bestaat uit 2 mariene ecoregio's:
- Mariene ecoregio Westelijk India (103)
- Mariene ecoregio Zuidelijk India en Sri Lanka (104)